# Guapparìa (singolo)
Guapparìa è un singolo della cantautrice italiana La Niña, pubblicato il 15 gennaio 2025 come primo estratto dal secondo album in studio Furèsta.

## Promozione
Il 7 maggio 2025 la cantante ha preso parte alla 70ª edizione dei David di Donatello, dove ha eseguito il brano insieme a Figlia d' 'a tempesta.

## Video musicale
Il video musicale, diretto da Alfredo Maddaluno e da La Niña stessa, è stato pubblicato in concomitanza con l'uscita del singolo sul canale YouTube della cantautrice.

## Tracce
Testi e musiche di Alfredo Maddaluno, Carola Moccia.
1. Guapparìa – 2:05